# Scheggia

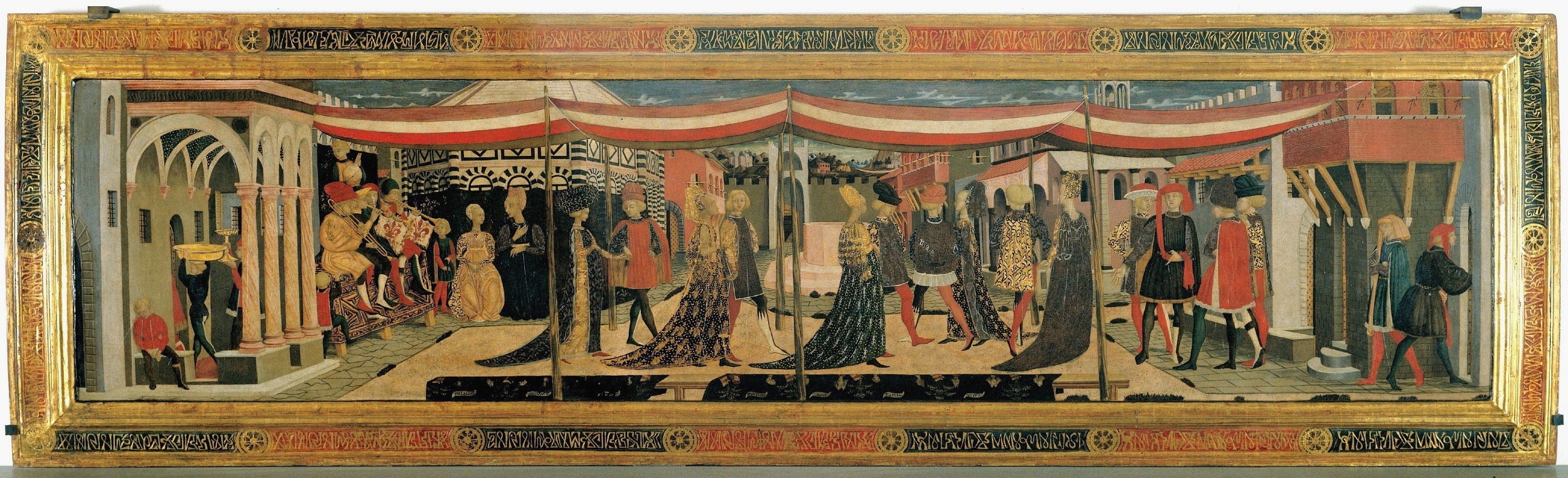
Panel llamado Cassone Adimari, actualmente en la Galería de la Academia de Florencia

Giovanni di Ser Giovanni, llamado «el Scheggia», es decir "el Astilla" (San Giovanni in Altura, hoy San Giovanni Valdarno, Arezzo, 1406 - 1486), fue un pintor renacentista italiano, hermano de Masaccio.

## Semblanza
Nacido en 1406, en San Giovanni Valdarno, se trasladó con su familia a Florencia en 1417. Entre 1420 y 1421 entra al servicio del pintor Bicci di Lorenzo (un artista florentino de relativa importancia durante la primera mitad del Quattrocento), quizá como ayudante de taller.
En 1426 se le documenta en Pisa como administrador de su hermano Masaccio, cuya herencia rechazó tras la muerte de este en 1428. Se sabe que en 1429 ya tenía su propio taller de pintura en el barrio florentino de Sant'Apollinare.
En 1430 se registró como orfebre y ebanista en la corporación gremial de San Lucas (que con el tiempo se convertiría en la «Academia de Bellas Artes de Florencia»); más tarde también se inscribiría en el correspondiente gremio como médico y especiero (experto en hierbas y plantas medicinales).
Entre 1436 y 1440 participó en la decoración de la sacristía de la Catedral de Florencia. En esa época atendía demandas particulares fabricando, sobre todo, mobiliario artístico, mientras que para la Iglesia pintó retablos y frescos, uno de los cuales conserva su firma: se trata de «El Martirio de San Lorenzo», ubicado en la iglesia de San Lorenzo en su localidad natal, San Giovanni Valdarno.
En 1449, con motivo de las celebraciones por el nacimiento de Lorenzo de Médici, elaboró la bandeja de madera tallada y policromada destinada a llevar la comida del recién nacido, con el tema de «El Triunfo de la Fama», que se conserva en Museo Metropolitano de Arte de Nueva York. El Scheggia murió en 1486 y fue enterrado en la basílica de Santa Cruz.
De sus obras, destacan, entre otras, una «Virgen con niño» (1440-1450) destinada originalmente a la iglesia de San Lorenzo en San Giovanni Valdarno; una pintura al temple sobre tabla con un «Coro de Ángeles músicos» que formó parte de la sacristía de la ermita de San Lorenzo. En la antigua abadía de Soffena se conserva una «Anunciación» atribuida a este maestro y hay que citar, también, el «Panel de Adimari», actualmente en la Galería de la Academia de Florencia, con una escena matrimonial enmarcada por un paisaje de fondo en el que es posible ver la ciudad en perspectiva, reconociéndose el Baptisterio de San Giovanni, de la catedral florentina.